# Närtrafiken
Närtrafiken är ett busskoncept framtaget av trafikförvaltning i Region Stockholm för den regionala kollektivtrafiken (SL) i länet. Närtrafiken agerar som ett alternativ till traditonell taxi- och färdtjänstservice. Konceptet är främst menad för funktionsnedsätta, äldre och resenärer som behöver extra stöd. Närtrafiken bedrivs på entreprenad av Bergkvarakoncernen, ibland entreprenören som ansvarar för reguljära busstrafiken i området.
Närtrafiken trafikeras med 900-linjerna och kör mellan bostadsområden, vårdcentraler och köpcentrum. Bussarna kör normalt endast på vardagar mellan klockan 9-16 men kör även ibland på helger. 
Bussarna är midi- och kortbussar som är avsedda för mindre belastning än vanligt, oftast 15-20 personer. Bussarna har utrymme för en rollstol eller barnvagn. Bussförarna är handplockade för att möta passagerarnas särskilda behov.
SL erbjuder även beställningstrafik för Vällingby, Grimsta, Råcksta, Bromma, Nockeby, Hagsätra, Rågsved, Nynäshamn och vissa delar av Bandhagen och Danderyd. Denna typ av trafik har inga fasta busshållplatser utan rutten är skräddarsydd av resenären. Bussen stannar i vissa fall utanför bostaden om det är möjligt.
| Linjenummer | Sträcka                                                       |
| ----------- | ------------------------------------------------------------- |
| 901         | Gubbängen -Västra/Östra Hökarängen                            |
| 903         | Gubbängen - Tallkrogen - Svedmyra                             |
| 904         | Dalens sjukh. - Kärrtorp - Hammarbyhöjden                     |
| 906         | Svedmyra - Stureby - Högdalen                                 |
| 907         | Gröndal - Axelsberg                                           |
| 908         | Hässelbygård - Hässelby strand                                |
| 909         | Blackebergs sjukhem - Vällingby C                             |
| 914         | Skärholmen - Vårbergs C - Vårbergs sjukhem                    |
| 921         | Käppala - Brevik - Frimurarhemmet - Lidingö                   |
| 923         | Högsätrahuset - Larsberg - Foresta - Lidingö C - Servicehuset |
| 951         | Hallonbergen - Sundbybergs stn - Rissne dagcentral            |
| 952         | Huvudsta - Råsunda - Duvbo                                    |
| 953         | Jakobsbergs sjukh. - Söderhöjden - Olovslund - Aspnäs         |
| 955         | Sollentuna stn - Häggvik - Edsberg                            |
| 959         | Runby - Löwenströmska sjukh.                                  |
| 961         | Täby C - Näsby park - Åkerbyparken                            |
| 968         | Lillbrostigen - Alceahuset - Slussbrostigen                   |
| 969         | Vårbo - Kvisthamra                                            |
| 971         | Huddinge C - Källbrink - Stuvsta                              |
| 978         | Blombacka - Rosenlund                                         |
| 979         | Brunnsäng - Bårsta                                            |
| 981         | Brandbergen - Handens sjukh.                                  |